# Boule plombée du pays de Morlaix
La boule plombée du Pays de Morlaix est une variante régionale de la Boule bretonne.
Les boules plombées du Pays de Morlaix sont entrées à l'inventaire du patrimoine culturel immatériel en France en 2012.

## Pratique
La boule bretonne telle qu'elle est pratiquée dans le nord Finistère dans la région de Morlaix a sa particularité et est sans doute la plus singulière des boules bretonnes actuelles. Sa principale caractéristique est de comporter cinq cylindres de plomb logés perpendiculairement dans la masse. Les quatre premiers sont disposés sur le chemin de roulement. Cette bande de roulement guide la boule pour lui permettre d'aller tout droit. Mais ce jeu d'adresse est plus subtil... Le cinquième plomb appelé le "fort" est incrusté d'un côté de la bande de roulement. Son rôle est primordial et caractérise le jeu. Il permet à la boule de virer lorsque sa vitesse diminue. Ce plomb déséquilibre la boule vers la gauche ou la droite en fonction de la direction que le joueur veut obtenir. À l'opposé du "fort", une cavité non plombée, appelée "contre fort", est pratiquée pour accentuer l'effet du plomb opposé.
En règle générale, si le bouliste souhaite envoyer sa boule à droite, il la lancera avec son fort à droite, mais vers la gauche. En début de parcours, la boule se dirigera vers la gauche, mais sa vitesse diminuant, décrira une courbe pour se diriger... à droite.
Ce jeu d'adresse se pratique sur des allées qui mesurent entre seize et vingt mètres de long et entre quatre et cinq mètres de large. Elle peut être en plein air ou en salle (boulodrome). Elle est constituée de terre battue recouverte d'une couche de sable fin et est entourée de planches de bois. Les boules plombées doivent être lancées en les roulant et non en les jetant de haut pour éviter de détériorer les allées. Chaque trou dans l'allée dévie les boules de leur trajectoire et le jeu devient alors impossible. Dans certaines communes où les allées en terre battue n'existent pas ou quand le temps n'est pas favorable, le jeu se déroule sur moquette en salle.
La Fédération des boules plombées du Pays de Morlaix est membre de la Confédération FALSAB Confédération des jeux et sports traditionnels de Bretagne.
Actuellement, il existe douze clubs structurés dont huit sont affiliés à la Fédération. On trouvera ses derniers à Morlaix, Saint-Martin-des-Champs, Ploujean, Plougasnou, Taulé, Guiclan, Carantec, Lanmeur, Locquénolé, Locquirec, Saint-Jean-du-Doigt et depuis 2010 Guérande.
Ce jeu de boule est aussi en déclin. Aussi, afin de le promouvoir, la fédération organise différentes actions : initiations tout l'été sur la commune de Plougasnou, sensibilisation auprès des collèges...
La boule bretonne plombée du Pays de Morlaix ne nécessite aucune force physique particulière et peut se pratiquer par tous.